# Frédéric Boulé
Pour les articles homonymes, voir Boulé.
François-Frédéric Boulé, né le 11 novembre 1843 à Corvol-l'Orgueilleux (Nièvre) et mort le 2 octobre 1928 à Garches,, est un tailleur de pierre, syndicaliste et militant socialiste français de la fin du XIXe siècle.
Meneur[réf. nécessaire] de la grande grève des terrassiers parisiens (juillet-août 1888), il est candidat à plusieurs élections législatives et municipales, passant du blanquisme au boulangisme.

## Biographie

### Une personnalité parisienne du mouvement ouvrier

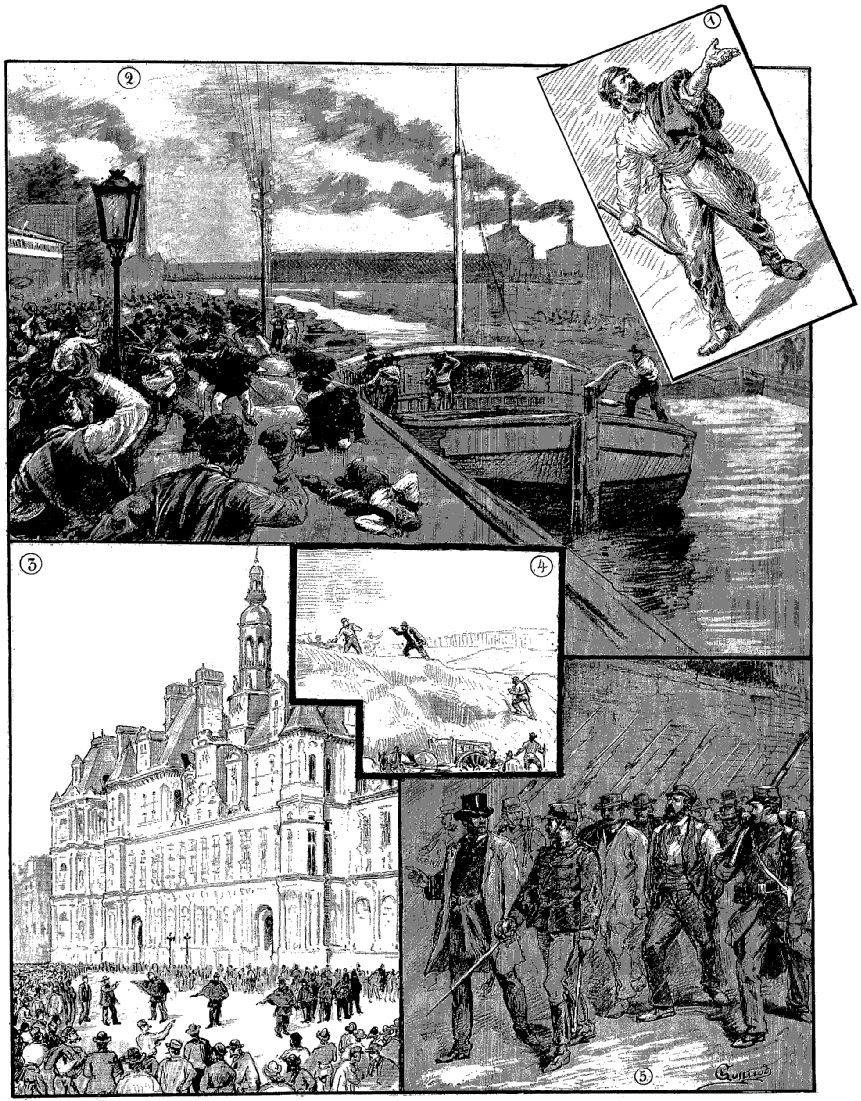
Scènes de la grève des terrassiers (juillet-août 1888).

Tout d'abord employé pendant plusieurs années comme garde forestier dans son département natal, François-Frédéric Boulé entre en conflit avec l'administration, qui lui reproche sa proximité avec d'anciens communards et le pousse à démissionner.
Installé à Paris comme tailleur de pierre, Boulé est élu conseiller prud'homme pour un mandat de six ans le 21 janvier 1883. Pendant ces années de crise du bâtiment liée à la Grande Dépression de 1873-96, il devient secrétaire de la « Commission collectiviste des ouvriers sans travail », une fédération de 76 groupes et syndicats. À ce titre, il adresse des pétitions au conseil municipal de Paris et aux députés pour demander la journée de huit heures, l'application des décrets de 1848 supprimant le marchandage, la réquisition des logements inoccupés et la suspension des loyers pendant la durée de la crise, ainsi que le lancement de grands travaux publics.
En tant que révolutionnaire blanquiste (membre du Comité révolutionnaire central), il se distingue des anarchistes et se heurte, dès 1885, avec son collègue Antonin Desfarges, à la majorité possibiliste du conseil de prud'hommes. Il combat les idées réformistes des partisans de Paul Brousse, notamment en préconisant la grève générale pour obtenir satisfaction des revendications ouvrières et en réunissant à la Bourse du travail 54 syndicats en une Fédération des chambres syndicales et groupes corporatifs indépendants dont il devient le secrétaire général et qu'il représente au troisième congrès de la Fédération nationale des syndicats et groupes corporatifs ouvriers de France. Il sera également membre de la commission d'organisation du congrès international de Paris de juillet 1889.
Au printemps 1888, Boulé encourage les ouvriers employés aux travaux du Palais Bourbon à assigner aux prud'hommes le questeur de la Chambre, Madier de Montjau, et l'entrepreneur Desplanques pour les avoir rétribués au rabais. Condamné à payer les ouvriers selon les prix de série de la ville de Paris (soit douze francs la journée de 10 heures, au lieu de huit francs), l'entrepreneur fait appel et obtient finalement gain de cause. Protestant contre cette décision, Boulé se retire du conseil avec scandale.
En juillet de la même année, Boulé dirige[réf. nécessaire] le mouvement de grève des terrassiers parisiens, qui dénoncent leurs mauvaises conditions de travail et réclament une augmentation de vingt centimes de l'heure, conformément aux prix de série de la ville de Paris. Face à l'ampleur du mouvement, qui se prolonge au mois d'août aux dépens des travaux de l'Exposition universelle et culmine lors des funérailles du chef blanquiste Émile Eudes, le gouvernement Floquet réagit en ordonnant la fermeture de la Bourse de travail et en décrétant, à la suite de l'incident Desplanques, la révocation de Boulé de son mandat de conseiller prud'homme. Malgré l'inéligibilité de six ans liée à cette déchéance, les ouvriers du bâtiment s'obstinent à voter pour le tailleur de pierre à trois reprises avec un nombre croissant de suffrages.

### Du blanquisme au boulangisme
Ainsi soutenu par ses collègues (à l'exception des possibilistes) et par l'opinion publique[réf. nécessaire], Boulé envisage de se présenter aux prochaines élections législatives.

#### L'élection du 27 janvier 1889

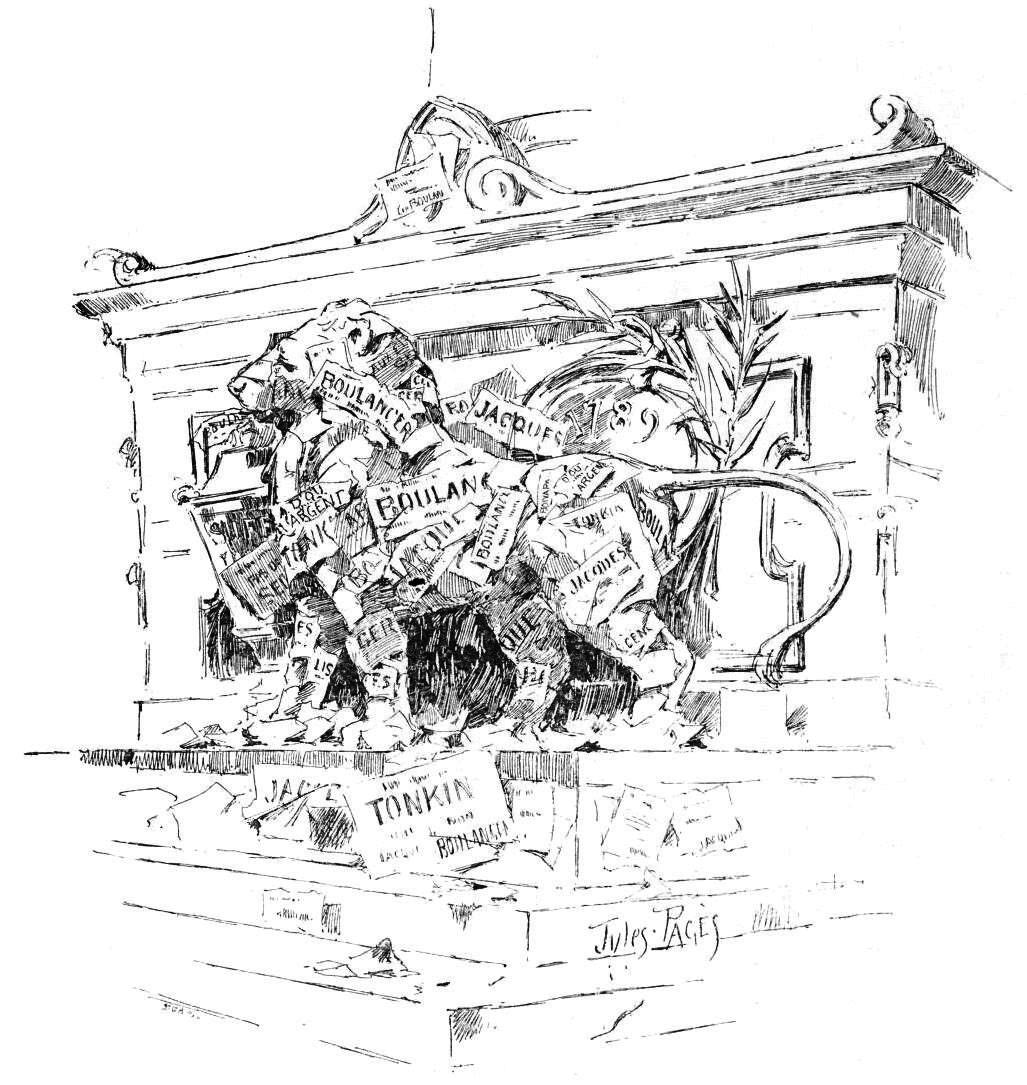
Paris est inondée d'affiches de Boulanger et de Jacques. Celles de Boulé sont plus rares car les socialistes révolutionnaires disposent de fonds moins importants.

Le décès, le 23 décembre 1888, du député radical parisien Antoine Hude, provoque une législative partielle, à laquelle participe le général Boulanger, chef d'un mouvement national d'opposition au régime et « bête noire », à ce titre, des républicains « opportunistes », des radicaux pro-gouvernementaux et clemencistes ainsi que des possibilistes. Contrairement à ces anti-boulangistes, les blanquistes et les guesdistes refusent d'appuyer la candidature républicaine unique du radical Édouard Jacques. Réunis en « congrès socialiste révolutionnaire » à la salle Léger, rue du Temple, ils renvoient dos à dos le « futur dictateur » et « le candidat officiel » du gouvernement et optent pour une candidature « vraiment socialiste ». Sollicité par certains délégués, le conseiller municipal Édouard Vaillant décline l'offre et propose de choisir un candidat ouvrier. Soutenu notamment par Chauvière, Boulé est investi candidat par 62 voix, contre 23 à Vaillant, 9 à Protot et 16 abstentions. Le gendre de Marx, Paul Lafargue, lui apporte son soutien.
Ce n'est pas la première fois que Boulé se présentait à une élection législative : un peu plus de trois ans plus tôt, soutenu par le comité central de l'Union socialiste révolutionnaire (collectiviste), et par des journaux tels que Le Cri du Peuple de Séverine et Adrien Guebhard et La Bataille de Lissagaray, Boulé avait figuré en bonne place sur la liste de la coalition socialiste révolutionnaire aux élections d'octobre 1885 dans la Seine. Deux ans plus tard, lors des élections municipales, il avait été candidat dans son quartier des Batignolles (il habite depuis 1884 au 9 de la rue des Dames).
Se présentant comme le « porte-drapeau de la Commune et de la Révolution sociale » et comme une alternative au duel entre le représentant des « parlementaires » et celui des « césariens », Frédéric Boulé mène campagne sans grands moyens financiers, le trésorier de son comité, le journaliste Alexandre de Okecki, n'ayant réussi à réunir que 2600 francs. Le candidat blanquiste obtient finalement 17 038 voix (4 % des exprimés), loin derrière Jacques (38 %) et, surtout, Boulanger (57 %), qui est triomphalement élu le 27 janvier 1889.
Malgré ses imprécations publiques contre « la personnification des massacres de la Semaine sanglante », il est probable que Boulé ait mené une campagne de diversion, destinée avant tout à priver Jacques de certaines voix républicaines. Les possibilistes accusent les boulangistes d'avoir financé la grève des terrassiers tandis que des rapports de police indiquent que Boulé, déjà soutenu par plusieurs personnalités du mouvement boulangiste lors de sa révocation, aurait été « acheté » par les partisans du général. D'ailleurs, ces derniers ont été et seront rejoints par de nombreux militants blanquistes (Granger, Roche, Planteau), souvent proches d'Henri Rochefort, qui fondent le Comité central socialiste révolutionnaire.

#### Candidat boulangiste (1889-1893)
L'adhésion de Boulé au boulangisme, qui lui vaut une perquisition le 22 mai, ne fait plus aucun doute lors des élections législatives du 22 septembre 1889, quand il vient apporter son soutien à Émile Massard, candidat boulangiste dans le XIe arrondissement, et qu'il accepte de se présenter comme candidat « révisionniste » dans la circonscription de Wassy, dans la Haute-Marne. Avec seulement 544 voix, il termine loin derrière le député sortant, Steenackers, également boulangiste (7578 voix), et le républicain modéré Rozet, élu avec 9485 suffrages.
Cet engagement boulangiste, qui entraîne son exclusion de la Fédération des chambres syndicales indépendantes et du Comité révolutionnaire central en octobre, se confirme lors des élections municipales du 27 avril 1890. Boulé, qui travaille provisoirement comme garde champêtre à la mairie de Saint-Ouen pendant son éviction des chantiers parisiens, est alors le candidat du comité boulangiste et du Comité central socialiste révolutionnaire dans le quartier des Épinettes (XVIIe arrondissement), dont le conseiller sortant n'est autre que le leader possibiliste Paul Brousse. Malgré cette investiture officielle, annoncée dans La Presse de Georges Laguerre, il doit subir les candidatures boulangistes dissidentes de l'antisémite marquis de Morès et d'un certain Gilles. Avec 1962 voix (26 % des votants), Boulé arrive second, devant Morès (12,3 %) mais loin derrière Brousse, réélu au premier tour avec 3942 voix (52,2 %).
La défaite est encore plus écrasante lors du scrutin municipal suivant, le 16 avril 1893 : Brousse est à nouveau réélu dès le premier tour (avec 5138 voix, soit 65,5 % des votants) mais Boulé ne termine que troisième (avec seulement 874 voix, soit 11 %), devant l'allemaniste Renou (427 voix, soit 5,4 %) mais derrière le républicain indépendant Émile Evrard (1061 voix, soit 13,5 %). Fondateur d'une « Commission ouvrière socialiste du travail » (de tendance socialiste « rochefortiste ») à l'audience restreinte, Boulé s'est marginalisé au sein du mouvement ouvrier.
Malgré ces revers politiques, Frédéric Boulé poursuit ses activités syndicales et prud'homales. Régulièrement réélu jusqu'à la fin du siècle (il est toujours conseiller prud'homme en 1903), Frédéric Boulé sera également nommé membre de la commission des logements insalubres de décembre 1896 à décembre 1898. Jusqu'en 1900, il préside la chambre syndicale des tailleurs et scieurs de pierre, qu'il a représenté au congrès international de 1889 dont il devient secrétaire l'année suivante.